# Rubídiumoszcillátor
A rubídiumoszcillátor az atomórák családjának legolcsóbb tagja, frekvenciája: 6 834 682 608 Hz. Ilyen frekvenciájú mikrohullámmal gerjesztve a rubídiumatomot (87Rb), az atom a gerjesztés hatására másik energiaállapotba lép át: erre az jellemző, hogy a látható fény elnyelődése megnövekszik. Egy fényérzékelő méri az elnyelődés mértékét, és az érzékelő kimenete egy kvarcoszcillátor frekvenciáját változtatja az elnyelődésnek megfelelően, ezzel a legnagyobb elnyelődés frekvenciájára hangolja az oszcillátort. A kvarcoszcillátor frekvenciakimenete felhasználható további berendezések hangolására, illetve időalap előállítására.
A rubídiumoszcillátor hosszú távú stabilitása sokkal jobb, mint a kvarcoszcillátoré. Méretben kisebb a cézium-atomóránál, azonkívül megbízhatóbb és olcsóbb nála.
Az oszcillátor Q jósági tényezője 107 értékű. A rezonancia-frekvencia nemkívánatos ingadozását egyrészt az okozza, hogy a rubídiumatomok más atomokkal ütköznek, másrészt a gerjesztő rész elöregedése játszik benne szerepet. Ezek az eltérések behatárolják a hosszútávú stabilitást, ami jellemzően 10−11 értékű. A stabilitás egy napon belül 10−12 körüli. A frekvenciaeltérés néhány perces bemelegedés után nagyságrendileg 5 × 10−10 és 5 × 10−12 közötti érték: ez a legtöbb alkalmazás számára megfelelő, ezért utánállítást nem igényel.